# ФК «Краснодар» в сезоне 2017/2018
Сезон 2017/2018 годов стал для футбольного клуба «Краснодар» 10-м в его истории. Команда принимала участие в 7-м чемпионате страны и в 10-м розыгрыше Кубка России.

## Форма
Производителем формы для клуба является компания Puma. Спонсорами клуба являются торговая сеть «Магнит» и несколько её поставщиков (например Constell Group, логотип которого изображён на футболке).

## Состав
Основной состав
| 1  | Флаг России   | Вр  | Станислав Крицюк     | 1990 |  |  |  |  |
| 88 | Флаг России   | Вр  | Андрей Синицын       | 1988 |  |  |  |  |
|    |               |     |                      |      |  |  |  |  |
| 4  | Флаг Беларуси | Защ | Александр Мартынович | 1987 |  |  |  |  |
| 6  | Флаг Швеции   | Защ | Андреас Гранквист    | 1985 |  |  |  |  |
| 12 | Флаг Эквадора | Защ | Кристиан Рамирес     | 1994 |  |  |  |  |
| 13 | Флаг России   | Защ | Игорь Калинин        | 1995 |  |  |  |  |
| 26 | Флаг России   | Защ | Алексей Грицаенко    | 1995 |  |  |  |  |
| 30 | Флаг России   | Защ | Роман Шишкин         | 1987 |  |  |  |  |
| 55 | Флаг России   | Защ | Ренат Янбаев         | 1984 |  |  |  |  |
| 90 | Флаг Норвегии | Защ | Стефан Страндберг    | 1990 |  |  |  |  |
| 98 | Флаг России   | Защ | Сергей Петров        | 1991 |  |  |  |  |
|    |               |     |                      |      |  |  |  |  |
| 7  | Флаг Бразилии | ПЗ  | Вандерсон            | 1994 |  |  |  |  |

| 8  | Флаг России       | ПЗ  | Юрий Газинский     | 1989 |  |  |  |  |
| 16 | Флаг Швеции       | ПЗ  | Виктор Классон     | 1992 |  |  |  |  |
| 17 | Флаг России       | ПЗ  | Павел Мамаев       | 1988 |  |  |  |  |
| 18 | Флаг России       | ПЗ  | Олег Шатов         | 1990 |  |  |  |  |
| 21 | Флаг Колумбии     | ПЗ  | Рикардо Лаборде    | 1988 |  |  |  |  |
| 22 | Флаг России       | ПЗ  | Жоаозиньо          | 1988 |  |  |  |  |
| 33 | Флаг Уругвая      | ПЗ  | Маурисио Перейра   | 1990 |  |  |  |  |
| 70 | Флаг Грузии       | ПЗ  | Торнике Окриашвили | 1992 |  |  |  |  |
| 77 | Флаг Буркина-Фасо | ПЗ  | Шарль Каборе       | 1988 |  |  |  |  |
|    |                   |     |                    |      |  |  |  |  |
| 9  | Флаг Румынии      | Нап | Андрей Иван        | 1997 |  |  |  |  |
| 10 | Флаг России       | Нап | Фёдор Смолов       | 1990 |  |  |  |  |

## Трансферы

### Пришли в клуб
| # | № | Позиция | Игрок | Откуда | Сумма | Дата | Ссылка |
| - | - | ------- | ----- | ------ | ----- | ---- | ------ |
|   |   |         |       |        |       |      |        |

Общие доходы: ▼ € 0

### Ушли из клуба
| # | № | Позиция | Игрок | Куда | Сумма | Дата | Ссылка |
| - | - | ------- | ----- | ---- | ----- | ---- | ------ |
|   |   |         |       |      |       |      |        |

Общие доходы: ▲ € 0

### Ушли в аренду
| # | № | Позиция | Игрок | Куда | Начало | Конец | Ссылка |
| - | - | ------- | ----- | ---- | ------ | ----- | ------ |
|   |   |         |       |      |        |       |        |

Общие доходы: ▲ € 0

## Статистика сезона
| №. | Нац. | Позиция | Игрок | Всего | Всего | Премьер-лига | Премьер-лига | Лига Европы | Лига Европы | Кубок России | Кубок России |
| №. | Нац. | Позиция | Игрок | Игры  | Голы  | Игры         | Голы         | Игры        | Голы        | Игры         | Голы         |
| -- | ---- | ------- | ----- | ----- | ----- | ------------ | ------------ | ----------- | ----------- | ------------ | ------------ |

### Бомбардиры
Включает в себя все официальные игры. Список отсортирован по итоговому результату.
| Поз. | Нац.          | Номер | Имя                     | Премьер-лига | Лига Европы | Кубок России | Итого |
| ---- | ------------- | ----- | ----------------------- | ------------ | ----------- | ------------ | ----- |
| 1    | Флаг России   | 10    | Фёдор Смолов            | 12           | 0           | 0            | 12    |
| 2    | Флаг Швеции   | 16    | Виктор Классон          | 8            | 2           | 0            | 10    |
| 3    | Флаг России   | 17    | Павел Мамаев            | 2            | 1           | 1            | 4     |
| 4-6  | Флаг Бразилии | 7     | Вандерсон               | 3            | 0           | 0            | 3     |
| 4-6  | Флаг России   | 85    | Иван Игнатьев           | 2            | 1           | 0            | 3     |
| 4-6  | Флаг Уругвая  | 33    | Маурисио Перейра        | 1            | 2           | 0            | 3     |
| 7-9  | Флаг Колумбии | 21    | Рикардо Лаборде         | 2            | 0           | 0            | 2     |
| 7-9  | Флаг России   | 22    | Жоаозиньо               | 2            | 0           | 0            | 2     |
| 7-9  | Флаг Швеции   | 6     | Андреас Гранквист       | 1            | 1           | 0            | 2     |
| 9-15 | Флаг России   | 8     | Юрий Газинский          | 1            | 0           | 0            | 1     |
| 9-15 | Флаг России   | 26    | Алексей Грицаенко       | 1            | 0           | 0            | 1     |
| 9-15 | Флаг Беларуси | 4     | Александр Мартынович    | 1            | 0           | 0            | 1     |
| 9-15 | Флаг Грузии   | 70    | Торнике Окриашвили      | 1            | 0           | 0            | 1     |
| 9-15 | Флаг России   | 18    | Олег Шатов              | 1            | 0           | 0            | 1     |
| 9-15 | Флаг России   | 98    | Сергей Петров           | 0            | 1           | 0            | 1     |
| 9-15 | Флаг России   | 93    | Магомед-Шапи Сулейманов | 0            | 1           | 0            | 1     |
|      |               |       | Автоголы                | 0            | 0           | 0            | 0     |
|      |               |       | ВСЕГО                   | 0            | 0           | 0            | 0     |

### Голевые передачи
Включает в себя все официальные игры. Список отсортирован по итоговому результату.
| Поз. | Нац. | Номер | Имя   | Премьер-лига | Лига Европы | Кубок России | Итого |
| ---- | ---- | ----- | ----- | ------------ | ----------- | ------------ | ----- |
| 1    |      |       |       |              |             |              |       |
|      |      |       | ВСЕГО |              |             |              |       |

### «Сухие» матчи
Включает в себя все официальные игры. Список отсортирован по итоговому результату.
| Поз. | Нац. | Номер | Имя   | Чемпионат России | Лига европы | Кубок России | Итого |
| ---- | ---- | ----- | ----- | ---------------- | ----------- | ------------ | ----- |
| 1    |      |       |       |                  |             |              |       |
|      |      |       | ВСЕГО |                  |             |              |       |

### Пенальти
Включает в себя все официальные игры. Список отсортирован по итоговому результату.
| Игрок | Дата | Соревнование | Соперник | Статус |
| ----- | ---- | ------------ | -------- | ------ |
|       |      |              |          |        |

### Тактические схемы
Включает в себя все официальные игры. Список отсортирован по итоговому результату.
| М | Расстановка | Матчи        | Матчи       | Матчи        | Матчи             |
| М | Расстановка | Премьер-лига | Лига Европы | Кубок России | Суперкубок России |
|   |             |              |             |              |                   |

### Общая статистика
В данной таблице не учитываются результаты товарищеских матчей.
| Сыграно матчей          |
| Победы                  |
| Ничьи                   |
| Поражения               |
| Забито мячей            |
| Пропущено мячей         |
| Разница мячей           |
| Матчей на ноль          |
| Желтых карточек         |
| Удаления                |
| Худшая дисциплина       |
| Лучший счёт             |
| Худший счёт             |
| Наибольшее число матчей |
| Лучший бомбардир        |
| Лучший ассистент        |
| Гол + Пас               |

## Соревнования
| Соревнование           | Первый матч | Последний матч | Раунд-начало | Итог выступления | Статистика выступлений | Статистика выступлений | Статистика выступлений | Статистика выступлений | Статистика выступлений | Статистика выступлений | Статистика выступлений | Статистика выступлений | Ссылка |
| Соревнование           | Первый матч | Последний матч | Раунд-начало | Итог выступления | И                      | В                      | Н                      | П                      | ГЗ                     | ГП                     | РМ                     | В%                     | Ссылка |
| ---------------------- | ----------- | -------------- | ------------ | ---------------- | ---------------------- | ---------------------- | ---------------------- | ---------------------- | ---------------------- | ---------------------- | ---------------------- | ---------------------- | ------ |
| Чемпионат России       |             |                | 1 тур        |                  | 0                      | 0                      | 0                      | 0                      | 0                      | 0                      | +0                     | —                      |        |
| Лига Европы УЕФА       |             |                | 3-й кв.раунд |                  | 0                      | 0                      | 0                      | 0                      | 0                      | 0                      | +0                     | —                      |        |
| Кубок России           |             |                | 1/16 финала  |                  | 0                      | 0                      | 0                      | 0                      | 0                      | 0                      | +0                     | —                      |        |
| Всего                  | Всего       | Всего          | Всего        | Всего            | 0                      | 0                      | 0                      | 0                      | 0                      | 0                      | +0                     | —                      |        |
| Обновлено: 1 июня 2017 |             |                |              |                  |                        |                        |                        |                        |                        |                        |                        |                        |        |

## Премьер-лига

### Турнирная таблица
| Поз | Команда   | И  | В  | Н  | П | МЗ | МП | РМ  | О  | Квалификация или выбывание    |
| --- | --------- | -- | -- | -- | - | -- | -- | --- | -- | ----------------------------- |
| 2   | ЦСКА      | 30 | 17 | 7  | 6 | 49 | 23 | +26 | 58 | Групповой этап Лиги чемпионов |
| 3   | Спартак   | 30 | 16 | 8  | 6 | 51 | 32 | +19 | 56 | 3-й кв. раунд Лиги чемпионов  |
| 4   | Краснодар | 30 | 16 | 6  | 8 | 46 | 30 | +16 | 54 | Групповой этап Лиги Европы    |
| 5   | Зенит     | 30 | 14 | 11 | 5 | 46 | 21 | +25 | 53 | 3-й кв. раунд Лиги Европы     |
| 6   | Уфа       | 30 | 11 | 10 | 9 | 34 | 30 | +4  | 43 | 2-й кв. раунд Лиги Европы     |

Пункт 17.3. В случае равенства очков у двух и более команд места команд в таблице Чемпионата определяются:
− по результатам игр между собой (число очков, количество побед, разность забитых и пропущенных мячей, число забитых мячей, число забитых мячей на чужом поле);
− по наибольшему числу побед во всех матчах;
− по лучшей разности забитых и пропущенных мячей во всех матчах;
− по наибольшему числу забитых мячей во всех матчах;
− по наибольшему числу мячей, забитых на чужих полях во всех матчах.
Пункт 17.4. При абсолютном равенстве всех указанных показателей места команд в итоговой турнирной таблице определяются в дополнительном матче (турнире) между этими командами.

1. ↑  Команда, занявшая 4-е место в чемпионате России, получает право выступления в групповой стадии Лиги Европы УЕФА 2018/2019 вместо ФК «Тосно» — победителя Кубка России по футболу 2017/2018, не получившего лицензию на выступление в еврокубках.

### Статистика выступлений
| Итого | Итого | Итого | Итого | Итого | Итого | Итого | Итого | Дома | Дома | Дома | Дома | Дома | Дома | На выезде | На выезде | На выезде | На выезде | На выезде | На выезде |
| И     | О     | В     | Н     | П     | МЗ    | МП    | РМ    | В    | Н    | П    | МЗ   | МП   | РМ   | В         | Н         | П         | МЗ        | МП        | РМ        |
| ----- | ----- | ----- | ----- | ----- | ----- | ----- | ----- | ---- | ---- | ---- | ---- | ---- | ---- | --------- | --------- | --------- | --------- | --------- | --------- |
| 0     | 0     | 0     | 0     | 0     | 0     | 0     | 0     | 0    | 0    | 0    | 0    | 0    | 0    | 0         | 0         | 0         | 0         | 0         | 0         |

### Результаты по турам
| Тур   | 01 | 02 | 03 | 04 | 05 | 06 | 07 | 08 | 09 | 10 | 11 | 12 | 13 | 14 | 15 | 16 | 17 | 18 | 19 | 20 | 21 | 22 | 23 | 24 | 25 | 26 | 27 | 28 | 29 | 30 |
| ----- | -- | -- | -- | -- | -- | -- | -- | -- | -- | -- | -- | -- | -- | -- | -- | -- | -- | -- | -- | -- | -- | -- | -- | -- | -- | -- | -- | -- | -- | -- |
| Поле  |    |    |    |    |    |    |    |    |    |    |    |    |    |    |    |    |    |    |    |    |    |    |    |    |    |    |    |    |    |    |
| Итог  |    |    |    |    |    |    |    |    |    |    |    |    |    |    |    |    |    |    |    |    |    |    |    |    |    |    |    |    |    |    |
| Место |    |    |    |    |    |    |    |    |    |    |    |    |    |    |    |    |    |    |    |    |    |    |    |    |    |    |    |    |    |    |

Источник: Соревнования

Поле: Д = дома; В = на выезде. Итог: Н = ничья; П = команда проиграла; В = команда выиграла; О = матч отложен.

### Матчи
| 16 июля 2017 1 тур | Рубин        | 1:2 (0:2) | Краснодар        | Казань                                                       |
| 17:30 МСК | Лестьенн 72′ | отчёт     | 17′, 33′ Лаборде | Стадион: Казань Арена Зрителей: 11 934 Судья: Евгений Турбин |
| Рубин: Рыжиков, Кузьмин, Гранат, Кудряшов, Камболов, Бурлак, М'Вила, Рочина (Лестьенн 46'), Оздоев, Канунников (Жонатас 74'), Карадениз (Азмун 62'). Тренер:Курбан Бердыев. Краснодар: Синицын, Мартынович, Гранквист, Рамирес, Петров, Газинский (Жигулёв 74'), Шишкин, Перейра (Клаессон 61'), Масиэл, Подберёзкин, Лаборде (Сулейманов 90+2'). Тренер:Игорь Шалимов. |              |           |                  |                                                              |

| 22 июля 2017 2 тур | Краснодар                                  | 2:0 (0:0) | Тосно        | Краснодар                                                |
| 20:00 МСК | Гранквист 29' · Перейра 58′ · Жоазиньо 66′ | Отчёт     | 52' Кашчелан | Стадион: Краснодар Зрителей: 17250 Судья: Алексей Еськов |
| Краснодар: Синицын, Мартынович, Гранквист, Рамирес, Газинский (Шишкин 29'), Петров, Жоаозиньо, Подберёзкин (Жигулёв 67'), Каборе (Перейра 46'), Классон, Вандерсон. Тренер:Игорь Шалимов. Тосно: Юрченко, Шахов, Чернов, Кутин, Дугалич, Галиулин, Кашчелан (Карвальо 64'), Роша (Марков 71'), Карницкий, Заболотный, Мелкадзе (Альшин 64'). Тренер:Дмитрий Парфёнов. |                                            |           |              |                                                          |

| 31 июля 2017 3 тур | Спартак                            | 2:0 (2:0) | Краснодар | Москва                                                          |
| 19:30 MSK | Промес 38′ (пен.) · Фернандо 45+1′ | Отчёт     |           | Стадион: Открытие Арена Зрителей: 34 208 Судья: Сергей Лапочкин |
| Спартак: Ребров, Джикия, Боккетти, Комбаров, Ещенко, Глушаков, Промес, Фернандо, Адриано (Мельгарехо 90'), Самедов (Тимофеев 76'), Зе Луиш. Тренер:Массимо Каррера. Краснодар: Синицын, Мартынович (Рамирес 58'), Гранквист, Грицаенко, Петров, Газинский, Перейра (Ристич 75'), Каборе, Масиел, Клаессон, Жоазиньо (Мамаев 58'). Тренер:Игорь Шалимов |                                    |           |           |                                                                 |

| 6 августа 2017 4 тур | Краснодар              | 1:1 (0:1) | Урал                   | Краснодар                                                                         |
| 20:00 MSK | Гранквист 90+4′ (пен.) |           | 12' Фидлер · 15' Ароян | Стадион: Стадион ФК «Краснодар» Зрителей: 18 676 Судья: Алексей Николаев (Москва) |
| Краснодар: Синицын, Рамирес (Масиэл 62'), Мартынович, Гранквист, Петров, Газинский, Жоазиньо, Мамаев (Сулейманов 77'), Клаессон, Каборе, Подберёзкин (Перейра 46'). Тренер:Игорь Шалимов. Урал: Годзюр, Кулаков, Меркулов, Ароян, Балажиц, Емельянов (Бавин 78'), Димитров, Фидлер, Григорьев (Лунгу 57'), Бикфалви (Чантурия 86'), Ильин. Тренер:Александр Тарханов. |                        |           |                        |                                                                                   |

| 9 августа 2017 5 тур | Ахмат                                | 2:3 (0:0) | Краснодар                                                                       | Грозный                                                    |
| 20:00 MSK | Родолфо 41' · Исмаэль 73′ · Швец 90′ | Отчёт     | 25' Газинский · 30' 53′ Мартынович · 41' Мамаев · 76′ Клаессон · 90+2′ Игнатьев | Стадион: Ахмат-Арена Судья: Сергей Иванов (Ростов-на-Дону) |
| Ахмат: Городов, Уциев, Мохаммади, Сампайо (Исмаэль 70'), Анхель, Семёнов, Родолфо (Бериша 65'), Иванов, Швец, Митришев (Балай 63'), Лео. Тренер:Олег Кононов. Краснодар: Синицын, Рамирес, Мартынович, Гранквист, Петров, Газинский (Шишкин 28'), Мамаев (Жоазиньо 68'), Каборе, Перейра, Масиэл (Клаессон 78'), Игнатьев. Тренер:Игорь Шалимов. |                                      |           |                                                                                 |                                                            |

| 13 августа 2017 6 тур | Краснодар    | 1:1 (1:0) | Амкар                                           | Краснодар                                                                        |
| 20:00 MSK | Клаессон 25′ | Отчёт     | 76′ Гащенков · 83' Костюков · 90+2' Нигматуллин | Стадион: Стадион ФК «Краснодар» Зрителей: 17 367 Судья: Роман Галимов (Улан-Удэ) |
| Краснодар: Сафонов, Янбаев, Мартынович, Гранквист, Ристич, Газинский, Жоазиньо (Масиел 78'), Каборе (Шишкин 61'), Перейра, Клаессон, Игнатьев (Мамаев 46'). Тренер:Игорь Шалимов. Амкар: Нигматуллин, Милькович, Идову, Занев, Сиваков, Конде, Зайцев, Рязанцев (Костюков 46'), Баланович (Гол 73'), Комолов (Гащенков 46'), Бодул. Тренер:Гаджи Гаджиев. |              |           |                                                 |                                                                                  |

| 20 августа 2017 7 тур | Ростов    | 0:0   | Краснодар      | Ростов-на-Дону                                          |
| 20:00 MSK | Дядюн 42' | Отчёт | 35' Мартынович | Стадион: Олимп-2 Судья: Михаил Вилков (Нижний Новгород) |
| Ростов: Песьяков, Паршивлюк, Устинов, Бобан, Ингасон, Мевля, Калачёв, Гацкан (Могилевец 46'), Юсупов, Зуев (Думбия 67'), Дядюн (Шомуродов 77'). Тренер:Леонид Кучук. Краснодар: Синицын, Рамирес, Мартынович, Гранквист, Петров, Ристич (Жоазиньо 45'), Мамаев, Газинский, Жигулёв, Клаессон (Иван 84'), Игнатьев (Смолов 61'). Тренер:Игорь Шалимов. |           |       |                |                                                         |

| 27 августа 2017 8 тур | Краснодар                                                 | 2:0 (1:0) | Динамо Москва       | Краснодар                                                                |
| 20:00 MSK | Смолов 27′, 60′ · Каборе 40' · Петров 49' · Гранквист 71' | Отчёт     | 60' Рыков · 63' Сов | Стадион: Стадион ФК «Краснодар» Судья: Кирилл Левников (Санкт-Петербург) |
| Краснодар: Синицын, Мартынович, Гранквист, Петров, Шишкин, Каборе, Подберёзкин, Газинский (Жигулёв 71'), Перейра (Лаборде 81'), Клаессон (Масиэл 63'), Смолов. Тренер:Игорь Шалимов. Динамо Москва: Шунин, Терехов, Шуньич, Рыков, Темников, Цаллагов, Сов, Зотов (Тьям 67'), Ташаев, Вандерсон (Бечирай 61'), Панченко (Луценко 79'). Тренер:Юрий Калитвинцев. |                                                           |           |                     |                                                                          |

| 10 сентября 2017 9 тур | Уфа        | 0:1 (0:0) | Краснодар               | Уфа                                              |
| 16:30 МСК | Засеев 62′ | Отчёт     | 40' Шишкин · 75′ Смолов | Стадион: Нефтяник Судья: Сергей Карасёв (Москва) |
| Уфа: Беленов, Сухов, Аликин, Живоглядов, Зубарев (Табидзе 46'), Пауревич, Стоцкий, Засеев (Кротов 71'), Обляков, Сысуев (Абдулалов 77'), Игбун. Тренер:Сергей Семак. Краснодар: Синицын, Гранквист, Мартынович, Петров, Шишкин, Газинский, Подберёзкин, Жигулёв (Жоазиньо 55'), Классон, Перейра (Масиэл 77'), Смолов (Иван 90+2'). Тренер:Игорь Шалимов. |            |           |                         |                                                  |

| 10 сентября 2017 10 тур | Анжи                         | 1:5 (0:1) | Краснодар                                                   | Каспийск                                           |
| 19:00 МСК | Полуяхтов 77′ · Маркелов 88' | Отчёт     | 39′ Смолов · 55′ Классон · 67′, 71′ Масиэл · 79′ Окриашвили | Стадион: Анжи-Арена Судья: Евгений Турбин (Москва) |
| Анжи: Будаков, Тетрашвили (Гулиев 74'), Полуяхтов, Самарджич, Армаш, Хубулов (Липартия 60'), Данченко, Афонин, Базелюк (Кацаев 30'), Маркелов, Прудников. Тренер:Вадим Скрипченко. Краснодар: Крицюк, Гранквист, Мартынович, Петров, Шишкин, Перейра (Окриашвили 74'), Каборе, Подберёзкин, Газинский (Жигулёв 82'), Классон (Масиэл 64'), Смолов. Тренер:Игорь Шалимов. |                              |           |                                                             |                                                    |

| 24 сентября 2017 11 тур | Краснодар     | 0:2   | Зенит                                    | Краснодар                                                              |
| 19:00 МСК | Перейра 45+2' | Отчёт | 30′ Ерохин · 36′ Полоз · 63' Краневиттер | Стадион: Стадион ФК «Краснодар» Судья: Михаил Вилков (Нижний Новгород) |
| Краснодар: Крицюк, Мартынович, Гранквист, Петров, Шишкин (Жоазиньо 79'), Каборе (Окриашвили 75'), Подберёзкин (Вандерсон 46'), Газинский, Перейра, Классон, Смолов. Тренер:Игорь Шалимов. Зенит: Лунёв, Иванович, Кришито, Мевля, Маммана, Краневиттер, Ерохин, Кузяев (Терентьев 86'), Полоз (Паредес 69'), Дзюба, Кокорин. Тренер:Роберто Манчини. |               |       |                                          |                                                                        |

| 24 сентября 2017 12 тур | Арсенал                                         | 1:0   | Краснодар                   | Тула                                                   |
| 19:30 МСК | Джорджевич 16′ · Горбатенко 44' · Бурчану 45+1' | Отчет | 56' Каборе · 90' Мартынович | Стадион: Арсенал Судья: Сергей Иванов (Ростов-на-Дону) |
| Арсенал: Габулов, Хагуш (Денисов 88'), Сунзу, Беляев, Комбаров, Бурчану, Александров, Горбатенко, Ткачёв, Джорджевич (Расич 78'), Кангва. Тренер:Миодраг Божович. Краснодар: Синицын, Мартынович, Гранквист, Петров, Шишкин (Рамирес 46'), Каборе, Подберёзкин (Мамаев 46'), Газинский, Классон, Смолов, Вандерсон (Окриашвили 70'). Тренер:Игорь Шалимов. |                                                 |       |                             |                                                        |

| 14 октября 2017 13 тур | Краснодар                  | 0:1   | ЦСКА                          | Краснодар                                                              |
| 19:00 МСК | Газинский 75' · Смолов 85' | Отчёт | 38′ А. Березуцкий · 54' Натхо | Стадион: Стадион ФК «Краснодар» Зрителей: 32 579 Судья: Виталий Мешков |
| Краснодар: Синицын, Грицаенко, Гранквист, Петров, Шишкин (Лаборде 73'), Ристич (Жоазиньо 46'), Классон, Газинский, Перейра, Смолов, Вандерсон. Тренер:Игорь Шалимов. ЦСКА: Акинфеев, Фернандес, Щенников, Игнашевич, А. Березуцкий, Набабкин, Кучаев (Хосонов 73'), Натхо, Миланов, Оланаре (Жамалетдинов 67'), Витиньо (Гордюшенко 89'). Тренер:Виктор Гончаренко. |                            |       |                               |                                                                        |

| 23 октября 2017 14 тур | Локомотив                                        | 2:0   | Краснодар | Москва                                                                       |
| 19:30 МСК | Ал. Миранчук 25′ · Тарасов 45+2' · Фернандеш 85′ | Отчёт |           | Стадион: РЖД Арена Зрителей: 12 532 Судья: Сергей Лапочкин (Санкт-Петербург) |
| Локомотив: Гилерме, Кверквелия, Пейчинович, Игнатьев, Тарасов, Ал. Миранчук (Коломейцев 90+1'), Фернандеш, Денисов, Ан. Миранчук (Рыбусь 77'), Фарфан, Лысов. Тренер:Юрий Сёмин. Краснодар: Синицын, Рамирес, Грицаенко, Гранквист, Петров, Жоазиньо (Лаборде 60'), Классон, Газинский, Перейра, Смолов, Вандерсон (Подберёзкин 65'). Тренер:Игорь Шалимов. |                                                  |       |           |                                                                              |

| 29 октября 2017 15 тур | Краснодар                                                                                       | 4:1   | СКА-Хабаровск                   | Краснодар                                                      |
| 19:00 МСК | Классон 11′ · Мамаев 19' · Смолов 41′, 80′ (пен.) · Грицаенко 59' · Вандерсон 89′ · Перейра 90' | Отчёт | 69′ (пен.) Маркович · 79' Корян | Стадион: Стадион ФК «Краснодар» Судья: Алексей Еськов (Москва) |
| Краснодар: Синицын, Рамирес, Грицаенко, Гранквист, Петров, Перейра, Каборе, Газинский, Классон (Вандерсон 85'), Мамаев (Жоазиньо 63'), Смолов. Тренер:Игорь Шалимов. СКА-Хабаровск: Довбня, Наваловский, Эдиев, Пуцко, Гришко, Дедечко, Карасев, Казанков (Христов 87'), Никифоров, Корян (Калинский 81'), Маркович. Тренер:Алексей Поддубский. |                                                                                                 |       |                                 |                                                                |

| 4 ноября 2017 16 тур | Тосно                                     | 1:3   | Краснодар                       | Санкт-Петербург                                     |
| 16:30 МСК | Заболотный 4′ · Марков 39' · Чернов 90+1' | Отчёт | 12′, 38′ Смолов · 35′ Газинский | Стадион: Петровский Судья: Виталий Мешков (Дмитров) |
| Тосно: Юрченко, Дугалич, Чернов, Буйволов, Сухарев (Мелкадзе 87'), Карницкий, Галиулин (Роша 72'), Трошечкин, Мирзов, Марков (Труич 78'), Заболотный. Тренер:Дмитрий Парфёнов. Краснодар: Синицын, Рамирес, Грицаенко, Гранквист, Петров, Перейра (Жигулёв 87'), Каборе, Газинский, Классон (Вандерсон 81'), Мамаев (Жоазиньо 70'), Смолов. Тренер:Игорь Шалимов. |                                           |       |                                 |                                                     |

| 18 ноября 2017 17 тур | Краснодар                             | 1:4   | Спартак                                                       | Краснодар                                                                |
| 16:30 МСК | Шишкин 58' · Петров 61' · Перейра 88′ | Отчёт | 8′, 86′ Луис Адриано · 28′ Зе Луиш · 78' Пашалич · 90′ Промес | Стадион: Стадион ФК «Краснодар» Судья: Сергей Лапочкин (Санкт-Петербург) |
| Краснодар: Синицын, Рамирес (Лаборде 80'), Грицаенко, Гранквист, Петров, Шишкин (Вандерсон 64'), Подберёзкин (Жоазиньо 46'), Газинский, Перейра, Классон, Смолов. Тренер:Игорь Шалимов. Спартак: Селихов, Ещенко (Зобнин 46'), Таски, Джикия, Комбаров, Глушаков (Самсонов 66'), Промес, Фернандо, Мельгарехо (Пашалич 67'), Луис Адриано, Зе Луиш. Тренер:Массимо Каррера. |                                       |       |                                                               |                                                                          |

| 26 ноября 2017 18 тур | Урал         | 0:1   | Краснодар  | Екатеринбург                                               |
| 11:30 МСК | Меркулов 71' | Отчет | 34′ Смолов | Стадион: СКБ-Банк Арена Судья: Владимир Москалёв (Воронеж) |
| Урал: Годзюр, Кулаков, Меркулов, Чернов, Балажиц (Ароян 9'), Бумаль, Димитров, Емельянов, Бикфалви, Евсеев (Ильин 73'), Портнягин. Тренер:Александр Тарханов. Краснодар: Синицын, Рамирес, Грицаенко, Гранквист, Петров, Газинский, Жоазиньо (Иван 78'), Каборе, Перейра, Классон, Смолов. Тренер:Игорь Шалимов. |              |       |            |                                                            |

| 3 декабря 2017 19 тур | Краснодар                                                                                                 | 3:2   | Ахмат                                                  | Краснодар                                                                              |
| 16:30 МСК | Петров 27' · Смолов 32' 52′ · Перейра 58' · Мамаев 68′ 69' · Гранквист 80' · Рамирес 90' · Жоазиньо 90+2′ | Отчёт | 18' 36′ Исмаэл · 29′ 32' Швец · 37' Уциев · 84' Гудиев | Стадион: Стадион ФК «Краснодар» Зрителей: 19 286 Судья: Сергей Иванов (Ростов-на-Дону) |
| Краснодар: Синицын, Рамирес, Грицаенко, Гранквист, Петров, Газинский, Мамаев (Жоазиньо 76'), Каборе (Вандерсон 83'), Перейра, Классон, Смолов (Иван 89'). Тренер:Игорь Шалимов. Ахмат: Гудиев, Уциев, Плиев, Сампайо, Анхель, Семёнов, Швец, Исмаэл, Роши, Митришев (Раванелли 83'), Лео (Мохаммади 62'). Тренер:Михаил Галактионов. | |       |                                                        |                                                                                        |

| 10 декабря 2017 20 тур | Амкар                 | 1:3   | Краснодар                                                   | Пермь                                                  |
| 14:00 МСК | Форбс 57′ · Бодул 59′ | Отчёт | 13′ Грицаенко · 32′ Игнатьев · 46′ Классон · 72' Мартынович | Стадион: Звезда Судья: Михаил Вилков (Нижний Новгород) |
| Амкар: Нигматуллин, Зайцев (Прокофьев 70'), Идову, Занев, Белоруков, Конде, Огуде, Костюков (Форбс 55'), Эззатоллахи (Гол 55'), Комолов, Бодул. Тренер:Гаджи Гаджиев. Краснодар: Синицын, Грицаенко, Мартынович, Петров, Шишкин, Газинский, Мамаев, Каборе, Перейра (Жигулёв 90'), Классон, Игнатьев. Тренер:Игорь Шалимов. |                       |       |                                                             |                                                        |

| 3 марта 2018 21 тур | Краснодар                           | 3:1   | Ростов                        | Краснодар                                                          |
| 19:00 МСК | Смолов 28′, 60′ (пен.) · Мамаев 89′ | Отчёт | 45′ (пен.) Ионов · 90+1' Зуев | Стадион: Краснодар Зрителей: 31 388 Судья: Сергей Карасёв (Москва) |
| Краснодар: Синицын, Гранквист, Грицаенко, Петров, Шишкин, Классон, Мамаев (Иван 90+2'), Шатов (Лаборде 90'), Каборе, Перейра (Жоаозиньо 76'), Смолов. Тренер:Игорь Шалимов. Ростов: Песьяков, Вилюш, Макеев, Паршивлюк, Ингасон, Скопинцев (Дядюн 80'), Гулиев (Зуев 73'), Ионов, Гацкан, Шомуродов (Маер 65'), Сигурдарсон. Тренер:Валерий Карпин. |                                     |       |                               |                                                                    |

| 10 марта 2018 22 тур | Динамо Москва | 0:0   | Краснодар                   | Химки                                               |
| 16:30 МСК |               | Отчёт | 50' Гранквист · 60' Перейра | Стадион: Арена Химки Судья: Евгений Турбин (Москва) |
| Динамо Москва: Шунин, Козлов, Рауш (Грулев 46'), Шуньич, Рыков, Морозов, Черных (Соснин 87'), Цаллагов, Соу, Ташаев, Обольский (Панченко 61'). Тренер:Дмитрий Хохлов. Краснодар: Синицын, Мартынович, Гранквист, Петров, Шишкин, Каборе, Мамаев (Жоаозиньо 75'), Перейра (Вандерсон 69'), Шатов, Классон, Смолов. Тренер:Игорь Шалимов. |               |       |                             |                                                     |

| 17 марта 2018 23 тур | Краснодар   | 0:1   | Уфа                                                     | Краснодар                                                              |
| 15:30 МСК | Лаборде 83' | Отчёт | 56' Живоглядов · 69' Фатаи · 72′ Пауревич · 83' Обляков | Стадион: Краснодар Зрителей: 20 626 Судья: Владимир Москалёв (Воронеж) |
| Краснодар: Синицын, Мартынович, Гранквист, Рамирес (Лаборде 76'), Петров, Газинский, Классон, Шатов, Мамаев (Жоаозиньо 70'), Каборе (Вандерсон 58'), Смолов. Тренер:Игорь Шалимов. Уфа: Беленов, Никитин, Йокич, Табидзе, Неделчяру, Живоглядов, Пауревич, Обляков, Сысуев (Фатаи 64', Аликин 88'), Салатич, Стоцкий (Засеев 71'). Тренер:Сергей Семак. |             |       |                                                         |                                                                        |

| 1 апреля 2018 24 тур | Краснодар                                | 1:1   | Анжи                                           | Краснодар                                         |
| 19:00 МСК | Классон 33′ · Каборе 45+1' · Перейра 82' | Отчёт | 64' Самарджич · 71' Полуяхтов · 90+4′ Данченко | Стадион: Краснодар Судья: Алексей Еськов (Москва) |
| Краснодар: Синицын, Мартынович, Гранквист, Петров, Калинин, Каборе (Газинский 53'), Мамаев (Жоаозиньо 69'), Шатов, Перейра, Классон, Смолов (Вандерсон 85'). Тренер:Игорь Шалимов. Анжи: Лория, Полуяхтов, Самарджич, Брызгалов, Тетрашвили, Данченко, Бакаев (Прудников 83'), Хамдамов (Яковлев 69'), Будковский, Лескано, Маркелов (Хубулов 57'). Тренер: Вадим Скрипченко. |                                          |       |                                                |                                                   |

| 7 апреля 2018 25 тур | Зенит                                | 1:2   | Краснодар                                           | Санкт-Петербург                                          |
| 16:30 МСК | Ерохин 33′ · Паредес 63' · Мевля 85' | Отчёт | 22′ Шатов · 82' Мамаев · 88′ Классон · 90+1' Смолов | Стадион: Санкт-Петербург Судья: Роман Галимов (Улан-Удэ) |
| Зенит: Лунёв, Иванович, Мевля, Смольников, Жирков, Ригони (Полоз 83'), Оздоев (Кузяев 72'), Ерохин, Паредес, Дриусси, Заболотный (Панюков 57'). Тренер:Роберто Манчини. Краснодар: Синицын, Рамирес, Мартынович, Гранквист, Петров, Газинский, Мамаев (Жоаозиньо 86'), Шатов (Шишкин 79'), Перейра (Вандерсон 71'), Классон, Смолов. Тренер:Мурад Мусаев |                                      |       |                                                     |                                                          |

| 14 апреля 2018 26 тур | Краснодар                                                                                | 3:0   | Арсенал                 | Краснодар                                       |
| 19:00 МСК | Классон 4′ · Петров 23′ 81' · Смолов 34' · Жоаозиньо 59' · Лаборде 86′ · Гранквист 90+2' | Отчёт | 8' Берхамов · 57' Хагуш | Стадион: Краснодар Судья: Артём Чистяков (Азов) |
| Краснодар: Синицын, Мартынович, Гранквист, Рамирес, Петров, Газинский, Перейра (Сулейманов 74'), Жоаозиньо (Шишкин 61'), Классон, Смолов, Вандерсон (Лаборде 72'). Тренер:Мурад Мусаев. Арсенал: Левашов, Альварес, Сунзу (Денисов 43'), Хагуш, Новосельцев, Комбаров (Джорджевич 66'), Берхамов (Чаушич 56'), Горбатенко, Ткачёв, Дзюба, Кангва. Тренер:Миодраг Божович. |                                                                                          |       |                         |                                                 |

| 22 апреля 2018 27 тур | ЦСКА                       | 2:1   | Краснодар                  | Москва                                                      |
| 16:30 МСК | Кучаев 21' · Муса 73′, 85′ | Отчёт | 44' Мамаев · 53′ Газинский | Стадион: ВЭБ Арена Судья: Сергей Лапочкин (Санкт-Петербург) |
| ЦСКА: Акинфеев, А. Березуцкий (Натхо 69'), Игнашевич, В. Березуцкий, Фернандес, Набабкин (Щенников 61'), Головин, Бистрович, Кучаев (Витиньо 59'), Чалов, Муса. Тренер:Виктор Гончаренко. Краснодар: Синицын, Гранквист, Мартынович, Рамирес, Шишкин, Перейра, Классон, Газинский, Мамаев, Шатов (Жоаозиньо 16'), Вандерсон (Иван 84'). Тренер:Мурад Мусаев. |                            |       |                            |                                                             |

| 30 апреля 2018 28 тур | Краснодар                                          | 2:0   | Локомотив | Краснодар                                                                  |
| 19:00 МСК | Гранквист 7' · Шишкин 28' · Смолов 67′ (пен.), 68′ | Отчёт |           | Стадион: Краснодар Зрителей: 34 055 Судья: Михаил Вилков (Нижний Новгород) |
| Краснодар: Синицын, Рамирес, Мартынович, Гранквист, Петров, Шишкин, Перейра (Сулейманов 68'), Газинский, Классон, Смолов (Иван 90+3'), Вандерсон (Мамаев 75'). Тренер:Мурад Мусаев. Локомотив: Гилерме, Кверквелия, Пейчинович, Игнатьев, Рыбусь, Тарасов (Фернандеш 71'), Ан. Миранчук, И. Денисов, Фарфан, Ал. Миранчук, Ари. Тренер:Юрий Сёмин. |                                                    |       |           |                                                                            |

| 5 мая 2018 29 тур | СКА-Хабаровск | 0:1   | Краснодар     | Хабаровск                                                                  |
| 11:00 МСК |               | Отчёт | 45+1′ Классон | Стадион: Стадион им. Ленина Зрителей: 6 520 Судья: Алексей Еськов (Москва) |
| СКА-Хабаровск: Довбня, Гришко, Пуцко, Наваловский, Димидко, Савичев, Самсонов (Никифоров 78'), Кабутов, Федотов (Казанков 72'), Секульский (Маркович 28'), Канунников. Тренер:Сергей Передня. Краснодар: Крицюк, Мартынович, Рамирес, Гранквист, Петров, Перейра (Шишкин 66'), Мамаев (Калинин 82'), Классон, Газинский, Вандерсон (Жоаозиньо 77'), Смолов. Тренер:Мурад Мусаев. |               |       |               |                                                                            |

| 13 мая 2018 30 тур | Краснодар                                                 | 1:1   | Рубин                      | Краснодар                                                                 |
| 14:00 МСК | Вандерсон 43' · Перейра 48' · Мамаев 56′ 56' · Смолов 61' | Отчёт | 45+2' Камболов · 87′ Азмун | Стадион: Краснодар Зрителей: 34 055 Судья: Сергей Иванов (Ростов-на-Дону) |
| Краснодар: Крицюк, Рамирес, Мартынович, Гранквист, Петров, Газинский, Мамаев (Жоаозиньо 73'), Перейрв (Шишкин 66'), Классон, Смолов, Вандерсон (Каборе 79'). Тренер:Мурад Мусаев. Рубин: Джанаев (Рыжиков 83'), Кудряшов, Устинов, Навас (Гранат 11'), Камболов (Сорокин 46'), Энаке, Могилевец, Нобоа, Попов, Коновалов, Азмун. Тренер:Курбан Бердыев. |                                                           |       |                            |                                                                           |

## Лига Европы УЕФА
Заняв 4-е место в чемпионате России 2016/17, клуб получил право выступать в Лиге Европы сезона 2017/18, начав с 3-го квалификационного раунда.
| 27 июля 2017 3-й кв.раунд | Краснодар                                    | 2:1 (0:0) | Люнгбю                   | Краснодар                                                 |
| 20:00 МСК | Клаессон 67′ · Янбаев 73' · Сулейманов 90+3′ | Отчёт     | 34' Фельдстед · 64′ Кьер | Стадион: Стадион ФК «Краснодар» Судья: Христос Николаидес |
| Краснодар: Синицын, Мартынович, Гранквист, Янбаев, Шишкин (Сулейманов 81'), Клаессон, Жоазиньо (Жигулёв 63'), Ристич, Перейра, Масиэл, Игнатьев (Рамирес 46'). Тренер:Игорь Шалимов. Люнгбю: Андерсен, Кристенсен, Лумб, Фельдстед, Лунд, Эрншов, Кристьянсен (Расмуссен 84'), Блуме (Фосгор 86'), Йенсен, Кьер (Ларсен 80'), Боюсен. Тренер:Давид Джин Нильсен. |                                              |           |                          |                                                           |

| 3 августа 2017 3-й кв.раунд | Люнгбю                   | 1:3 (1:2) | Краснодар                           | Люнгбю                                    |
| 20:45 МСК | Кьер 7' · Йенсен 28′ 44' | Отчёт     | 9′, 22′ Перейра · 89′ (пен.) Мамаев | Стадион: Люнгбю Судья: Себастьян Колцеску |
| Люнгбю: Андерсен, Кристенсен, Лумб, Сёренсен (Тшиемб 81'), Лунд, Эрншов, Кристьянсен, Блуме (Ларсен 59'), Йенсен (Ожо 72'), Кьер, Боюсен. Тренер:Давид Джин Нильсен. Краснодар: Синицын, Мартынович, Гранквист, Рамирес, Шишкин (Газинский 64'), Классон, Мамаев, Ристич, Перейра (Жигулёв 80'), Каборе, Вандерсон (Сулейманов 86'). Тренер:Игорь Шалимов. |                          |           |                                     |                                           |

| 17 августа 2017 Раунд плей-офф | Краснодар                                                                                           | 3:2 (1:0) | Црвена Звезда                                     | Краснодар                                                                 |
| 20:00 МСК | Игнатьев 20′ · Рамирес 29' · Клаессон 46′ · Петров 66′ · Смолов 77' · Ристич 88' · Сулейманов 90+2' | Отчёт     | 55' Ле Таллек · 57′ Срнич · 71′ Пешич · 77' Пешич | Стадион: Стадион ФК «Краснодар» Зрителей: 24 587 Судья: Гедеминас Мажейка |
| Краснодар: Синицын, Рамирес, Мартынович, Гранквист, Петров, Газинский, Ристич, Мамаев (Жигулёв 70'), Клаессон (Сулейманов 78'), Игнатьев (Смолов 66'), Масиэл. Тренер:Игорь Шалимов. Црвена Звезда: Борян, Стойкович, Анджелкович (Гобелич 78'), Бабич (Пешич 70'), Савич, Дональд, Срнич, Ле Таллек, Канга, Боакье, Радоньич (Милич 66'). Тренер:Владан Милоевич. | |           |                                                   |                                                                           |

| 24 августа 2017 Раунд плей-офф | Црвена Звезда                                                                                           | 2:1 (1:0) | Краснодар                                           | Белград                                   |
| 22:00 МСК | Радоньич 7′ 8' · Дональд 40' · Канга 46′ 47' · Борян 87' · Савич 90+3' · Стойкович 90+3' · Боакье 90+4' | Отчёт     | 11' Каборе · 52' Рамирес · 82′ (пен.) 90' Гранквист | Стадион: Райко Митич Судья: Тобиас Штилер |
| Црвена Звезда: Борян, Стойкович, Родич (Гобелич 51'), Фримпонг, Савич, Дональд, Канга, Срнич, Милич (Рачич 70'), Боакье, Радоньич (Пешич 77'). Тренер:Владан Милоевич. Краснодар: Синицын, Рамирес, Мартынович, Гранквист, Петров, Каборе (Жигулёв 46'), Газинский, Мамаев (Перейра 59'), Классон, Смолов (Иван 65'), Вандерсон. Тренер:Игорь Шалимов. | |           |                                                     |                                           |

## Кубок России
Не вылетев из чемпионата России 2016/17, клуб получил право выступать в Кубке России сезона 2017/18, начав с 1/16 финала кубка.

### 1/16 финала
| 2017-09-20 1/16 | Томь (Томск)                                                               | 2:1   | Краснодар                                       | Томск                                                       |
| 15:00 | Деобальд 24′ · Гирдвайнис 31' · Соболев 31' 45′ · Сасин 71' · Кудряшов 86' | Отчёт | 31′ (пен.) Мамаев · 62' Каборе · 87' Окриашвили | Стадион: Труд Зрителей: 2 300 Судья: Игорь Федотов (Москва) |
| Томь (Томск): Шафинский, Иванов, Микуцкис, Пульич, Гирдвайнис, Деобальд (Кудряшов 81'), Гвинейский (Большунов 73'), Войдель, Померко, Сасин, Соболев. Тренер:Валерий Петраков. Краснодар: Адамов, Янбаев (Окриашвили 46'), Грицаенко, Рамирес, Мартынович, Ристич (Подберёзкин 46'), Каборе, Жоазиньо, Мамаев, Лаборде (Иван 58'), Масиэл. Тренер:Игорь Шалимов. |                                                                            |       |                                                 |                                                             |